# Dongguan

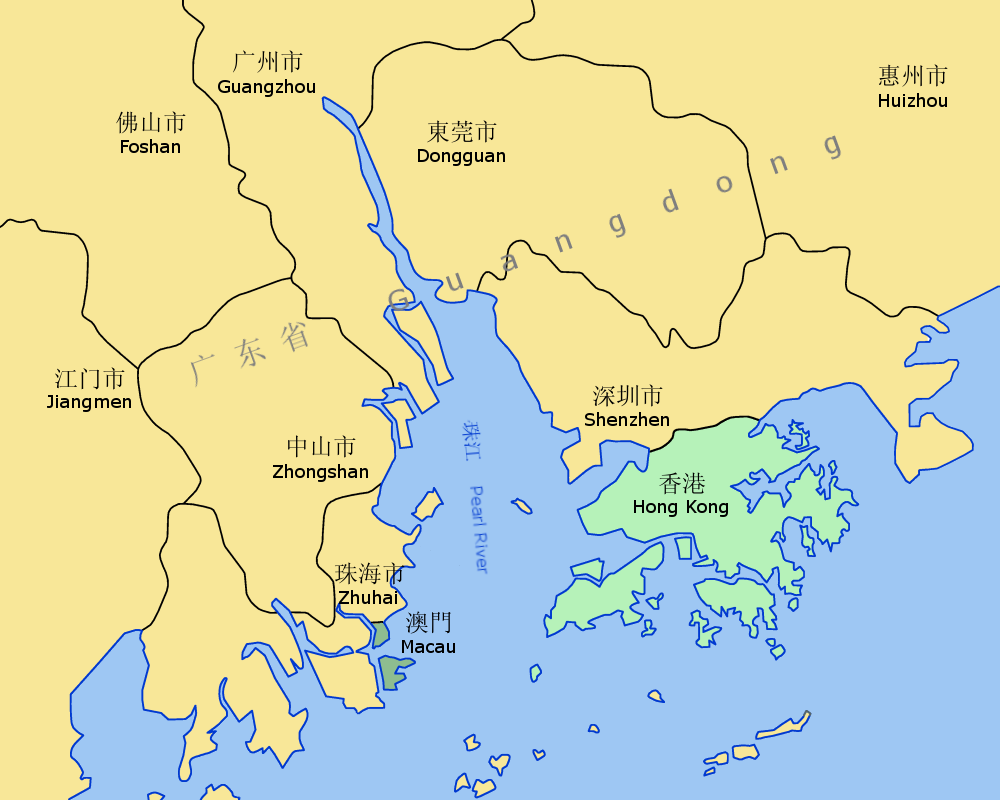
La zone du delta de la Rivière des Perles incluant la préfecture de Dongguan

Dongguan (chinois : 东莞市 ; pinyin : Dōngguǎn shì ; cantonais Jyutping : dung1 gun2 si5 ; litt. « ville de Dongguan ») est une ville-préfecture chinoise de plus de 8 millions d'habitants (2010). Elle est située dans la province du Guangdong, sur le delta de la rivière des Perles. Elle fait partie de la mégalopole chinoise du delta de la Rivière des Perles. On y parle le dialecte de Dongguan du groupe des dialectes de Yue Hai du cantonais.

## Géographie
Dongguan est à 52 km à l'est-sud-est de Canton (Guangzhou), à 62 km au nord-nord-ouest de Shenzhen, à 93 km au nord-nord-ouest de Hong Kong, et à 93 km au nord-nord-est de Macao. Dongguan est un passage obligé entre Canton et Hong Kong, par route ou par voie navigable.
La superficie totale de Dongguan se répartit en 27 % d'eau, 25 % de terres forestières, 13 % de terres cultivées, et 35 % de terrains développés.

## Climat
Le climat de Dongguan, située sous le tropique du Cancer, est subtropical humide.
La température annuelle moyenne est de 22,8 °C. La pluviométrie annuelle moyenne est de 1 756,8 mm.

## Transports
On peut voyager de Hong Kong à Dongguan en bus, en ferry ou en train. Les passagers voyageant par voie terrestre doivent débarquer de leur mode de transport à la frontière entre Hong Kong et la Chine (RPC) pour effectuer les formalités de douane et d'immigration.
Selon le moment de la journée, le ferry peut être le moyen le plus commode de circuler à partir de Hong Kong, car on évite ainsi les longues files d'attente.
Dongguan sert de hub ferroviaire régional, pour les lignes Canton-Kowloon, Guangzhou-Meizhou-Shantou, Beijing-Kowloon.
Le pont d'Humen est un pont suspendu sur la rivière des Perles, achevé en 1997, avec une travée principale de 888 m.

## Histoire
Sous la dynastie des Zhou orientaux, la région appartenait au royaume de Yue. Puis, sous l'empereur Taishi, elle est annexée au territoire de Nanhai et au district de Panyu. Sous l'empereur Shun des Han de l'Est, Dongguan est annexée à l'arrondissement de Zengcheng. Sous la dynastie des Jin de l'Est, Dongguan reçoit le nom de Bao'an (aujourd'hui utilisé pour désigner un quartier de Shenzhen). La dénomination actuelle date de 757, pendant la dynastie Tang. Ce nom vient d'un district de Guangzhou (Dongmian), à l'herbe fraîche et fertile (Guan Cao).
Au port de Humen, dépendant de la ville de Dongguan, le fonctionnaire Lin Zexua détruit l'opium saisi par les Britanniques. Cet incident conduit à la Première Guerre de l'Opium. La piscine de destruction de l'opium et les batteries de Humen sont sur la liste des monuments de la République populaire de Chine.
Pendant la Guerre de Résistance au Japon, Dongguan est une des bases des troupes de Dongjiang. Après la proclamation de la République populaire de Chine, la ville est placée sous la juridiction de la circonscription administrative de Dongjiang, puis en 1952 sous la division administrative centrale de Guangdong, puis en 1956 sous celle du territoire de Huiyang.
En 1985, le Conseil d'État populaire de Chine approuve la création d'une zone économique spéciale de la Pearl River Delta, la ville est retirée du district, et reconstituée en tant que ville. En janvier 1988, elle est promue « ville-district ».

## Économie
La ville de Dongguan a un passé d'industrie légère. Grâce à la proximité de Hong Kong (à 47 milles marins) et de Macao (à 48 milles marins), ainsi qu'à l'attitude particulièrement ouverte de l'administration locale vis-à-vis des investissements étrangers, elle a été l'une des premières villes de la République populaire de Chine à accueillir des industries à capitaux étrangers. Elle est aujourd'hui l'une des plus importantes régions productrices dans divers domaines comme les jouets, les chaussures, les meubles ou les appareils photo, ou encore l'équipement domestique (Groupe SEB).
Le développement économique et urbain de la ville et de sa région est l'un des plus rapides de Chine. Le pont d'Humen inauguré en 1997 sur la rivière des Perles, avec une longueur totale de 17,76 km, et une travée suspendue centrale de 888 m, en est l'un des symboles. Malgré ce développement rapide, l'administration locale est particulièrement fière de la qualité de vie dans sa ville.
En 2005, le PIB total a été de 218,3 milliards de yuans, et le PIB par habitant de 33 263 yuans.
Dongguan a environ 2 000 fabriques de chaussures dans les quatre usines de chaussures du gros fabricant Pou Chen, fournissant du travail à environ 160 000 travailleurs. Dongguan est aussi un centre de l'industrie informatique. Nokia y fabrique des téléphones, et Huawei y a ouvert un campus de recherche en 2019. En 2008, l'expérience du secteur industriel de la ville connaît un déclin sans précédent, avec faillites, chômage de masse, à cause de la récession mondiale. Entre-temps, le potentiel de la ville se renforce dans le commerce avec le nouveau centre commercial de Chine du Sud et ses 660 000 mètres carrés d'espace de vente au détail, ce qui en fait actuellement le plus grand centre commercial du monde. Celui ci reste cependant vide à 99 %.
Les mines fournissent des minéraux tels que le tungstène, l'étain et le cuivre.

## Subdivisions administratives
La ville-préfecture de Dongguan ne possède aucune division de niveau xian. Le gouvernement de la ville administre directement 32 divisions de niveau canton (4 districts urbains, 28 bourgs).
Parmi les quartiers : centre urbain de Dongguan (dont Nancheng (ville Sud) et Dongcheng ville Est)), Houjie, Wangniudun, Machong, Zhongtang, Gaobu, Shijie, Shipai, Chashan, Liaobu, Dongkeng, Hengli, Qishi, Qiaotou, Changping, Xiegang, Zhangmutou, Qingxi, Yangxia, Huangjiang, Dlang, lac Songshan, mont Daling, Chang'an, et Humen.
Les quatre villes-districts :
- District de Guancheng (莞城区)
- District de Dongcheng (东城区)
- District de Wanjiang (万江区)
- District de Nancheng (南城区)

Les 28 bourgs (qui pourrait correspondre à des quartiers) :
- Bourg de Mayong (麻涌镇)
- Bourg de Shilong (石龙镇)
- Bourg de Humen (虎门镇)
- Bourg de Daojiao (道滘镇)
- Bourg de Shijie (石碣镇)
- Bourg de Hongmei (洪梅镇)
- Bourg de Liaobu (寮步镇)
- Bourg de Dalingshan (大岭山镇)
- Bourg de Dalang (大朗镇)
- Bourg de Huangjiang (黄江镇)
- Bourg de Zhangmutou (樟木头镇)
- Bourg de Fenggang (凤岗镇)
- Bourg de Tangxia (塘厦镇)
- Bourg de Qingxi (清溪镇)
- Bourg de Changping (常平镇)
- Bourg de Qiaotou (桥头镇)
- Bourg de Hengli (横沥镇)
- Bourg de Dongkeng (东坑镇)
- Bourg de Qishi (企石镇)
- Bourg de Shipai (石排镇)
- Bourg de Chashan (茶山镇)
- Bourg de Chang'an (长安镇)
- Bourg de Gaobu (高埗镇)
- Bourg de Shatian (沙田镇)
- Bourg de Wangniudun (望牛墩镇)
- Bourg de Xiegang (谢岗镇)
- Bourg de Zhongtang (中堂镇)
- Borug de Houjie (厚街镇)

## Tourisme
On peut visiter :
- le Ke-Park, de Keyuan, un des meilleurs de la province de Guangdong, construit pour Zhang Jingxiu, un ministre de la dynastie des Qing, célèbre pour les carreaux bleu clair qui composent les pavillons et les chambres.
- les anciens bâtiments des villages de Nanshecun et Tangweicun,
- la pierre de Quejin-Ting,
- l'ancienne base de la guerre anti-japonaise, à Dalingshan, également sur la liste des monuments de la République populaire de Chine.
- les étages panoramiques de la nouvelle Tour du Taïwan Bank Building, qui du haut de ses 315 mètres permet d'observer le panorama sur le delta et la ville de Dongguan à 360°. Cette tour est l'œuvre de l'architecte français Hervé Tordjman[7].

## Personnalités
- Jiang Guangnai (10 septembre 1888-8 juin 1967), général et homme politique de la république de Chine puis de la république populaire de Chine.
- Chen Weiqiang (1958-), champion olympique d'haltérophilie.
- Zeng Guoqiang (1965-), champion olympique d'haltérophilie.